# Federația de Atletism din Republica Moldova
Federația de Atletism din Republica Moldova (prescurtată FAM) este autoritatea moldoveană care coordonează activitățile din atletism.
A fost înființată în 1991. Federația de Atletism din Republica Moldova este afiliată la Asociația Europeană de Atletism și la Asociația Internațională de Atletism. Anatolie Bălan este președinte al Federației de Atletism din Republica Moldova din 1999.